# هیچ‌چیز با تو قابل مقایسه نیست
«هیچ چیز با تو قابل مقایسه نیست» (به انگلیسی: Nothing Compares 2 U) ترانه‌ای از پرینس است که او ابتدا آن‌را برای اجرا توسط گروه پاپ آمریکایی د فَمیلی نوشته‌بود. اما در سال ۱۹۹۰ و زمانی مشهور شد که خوانندهٔ ایرلندی شینِیْدْ اوکانر آن‌را اجرا کرد.

## نسخهٔ د فمیلی
در سال ۱۹۸۴ د فَمیلی اولین و تنها آلبوم استودیویی‌شان-که هم‌نام خود گروه بود-را منتشر کردند. «هیچ چیز با تو قابل مقایسه نیست» یکی از ۸ ترانهٔ موجود در آن آلبوم بود اما نه برایش تک‌آهنگی منتشر شد و نه آن‌چنان که باید مورد توجه قرار گرفت.

## نسخهٔ شینید اوکانر
در سال ۱۹۹۰ شینید اوکانر نسخهٔ دیگری از «هیچ چیز با تو قابل مقایسه نیست» را اجرا و ضبط کرد که در دومین آلبوم استودیویی‌اش با نام I Do Not Want What I Haven't Got منتشر شد. نسخهٔ اجرا شده توسط اوکانر باعث شد ترانه به شهرت جهانی برسد، ویدئوی آن، اثر محبوب ام‌تی‌وی برای پخش شود و در ایالات متحده، بریتانیا، نیوزیلند، آلمان، ایرلند نروژ، سوئد و استرالیا به پرفروش‌ترین ترانه تبدیل شود. خود اوکانر هم پس از اجرای این ترانه بود که از یک هنرمند محبوب ایستگاه‌های رادیویی کالج راک به یک خوانندهٔ مشهور بین‌المللی تبدیل شد.
نسخهٔ اجرا شده توسط اوکانر از سوی مجلهٔ بیلبورد به‌عنوان ۷۷اُمین ترانهٔ برتر همهٔ زمان‌ها معرفی شده و در فهرست «بهترین ترانه‌های دههٔ ۱۹۹۰» شبکهٔ وی‌اچ‌وان جایگاه ۱۰اُم را به‌خود اختصاص داده‌است. مجلهٔ رولینگ استون هم در سال ۲۰۰۴ و در رده‌بندی «۵۰۰ ترانهٔ برتر همهٔ دوران» جایگاه صد و شصت و دوم را به «هیچ چیز با تو قابل مقایسه نیست» اختصاص داد.

### ویدئو
ویدئوی «هیچ چیز یا تو قابل مقایسه نیست» که توسط جان مِیبِری کارگردانی شده‌است بیشتر دربرگیرندهٔ کلوزآپ صورت اوکانر است که با نگاه مستقیم به دوربین ترانه را اجرا می‌کند. در بخش‌هایی از ویدئو-که ترانه آوازی ندارد-تصاویری از اوکانر در حال قدم زدن در پارک سن-کلود پاریس گنجانده شده‌است. در قسمتی از ویدئو (نزدیک به انتهای آن) در حال خواندن ترانه، دو رگهٔ اشک از چشمان اوکانر سرازیر و بر گونه‌هایش جاری می‌شود. اوکانر بعداً در برنامه ۱۰۰ ترانهٔ برتر دههٔ ۱۹۹۰ در وی‌اچ‌وان گفت که تحت تاثیر شعر آن بخش از ترانه گریه‌اش گرفته بوده‌است. اشارهٔ او به بخشی از لیریکس بود که می‌خواند «ماما، همهٔ گل‌هایی که شما تو حیاط پشتی کاشته بودی، همه‌شون بعد از رفتنت مُردن» و رابطهٔ پیچیده‌ای که خودش در زندگی واقعی با مادر درگذشته‌اش داشته‌است. به گفتهٔ اوکانر زمانی که او خردسال بوده مورد آزار و اذیت مادرش قرار می‌گرفته‌است.

## پی‌نوشت
1. ↑  «All the flowers that you planted, Mama/in the back yard/All died when you went away,»